# Argentina na Letních olympijských hrách 1924
Argentina se účastnila Letní olympiády 1924 ve francouzské Paříži v 11 sportech. Zastupovalo ji 77 sportovců.

## Medailové pozice
| Medaile | Jméno                                                                       | Sport    | Disciplína         |
| ------- | --------------------------------------------------------------------------- | -------- | ------------------ |
| Zlato   | Juan Nelson Enrique Padilla Juan Miles Arturo Kenny Guillermo Brooke Naylor | Pólo     | družstvo mužů      |
| Stříbro | Alfredo Copello                                                             | Box      | váha lehká         |
| Stříbro | Luis Brunetto                                                               | Atletika | Muži trojskok      |
| Stříbro | Héctor Méndez                                                               | Box      | váha lehká střední |
| Bronz   | Alfredo Porzio                                                              | Box      | váha těžká         |
| Bronz   | Pedro Quartucci                                                             | Box      | váha pérová        |